# Фонтанеле (Пескара)
Фонтанеле (итал. Fontanelle) је насеље у Италији у округу Пескара, региону Абруцо.
Према процени из 2011. у насељу је живело 24 становника. Насеље се налази на надморској висини од 183 м.